# Juego de sociedad
Un juego de sociedad es un juego de reglamento simple, multijugador y dirigido a un público no especializado, cuyo uso fundamental se da en el transcurso de las reuniones sociales.
A diferencia de la mayoría de los juegos de tablero tradicionales, como el Go o el Ajedrez, los juegos de sociedad suelen permitir la participación de múltiples jugadores en una misma partida. Los reglamentos tienden a la simplicidad en comparación con otros juegos de tablero, permitiendo el aprendizaje inmediato de sus reglas por parte de jugadores sin experiencia previa.

## Historia

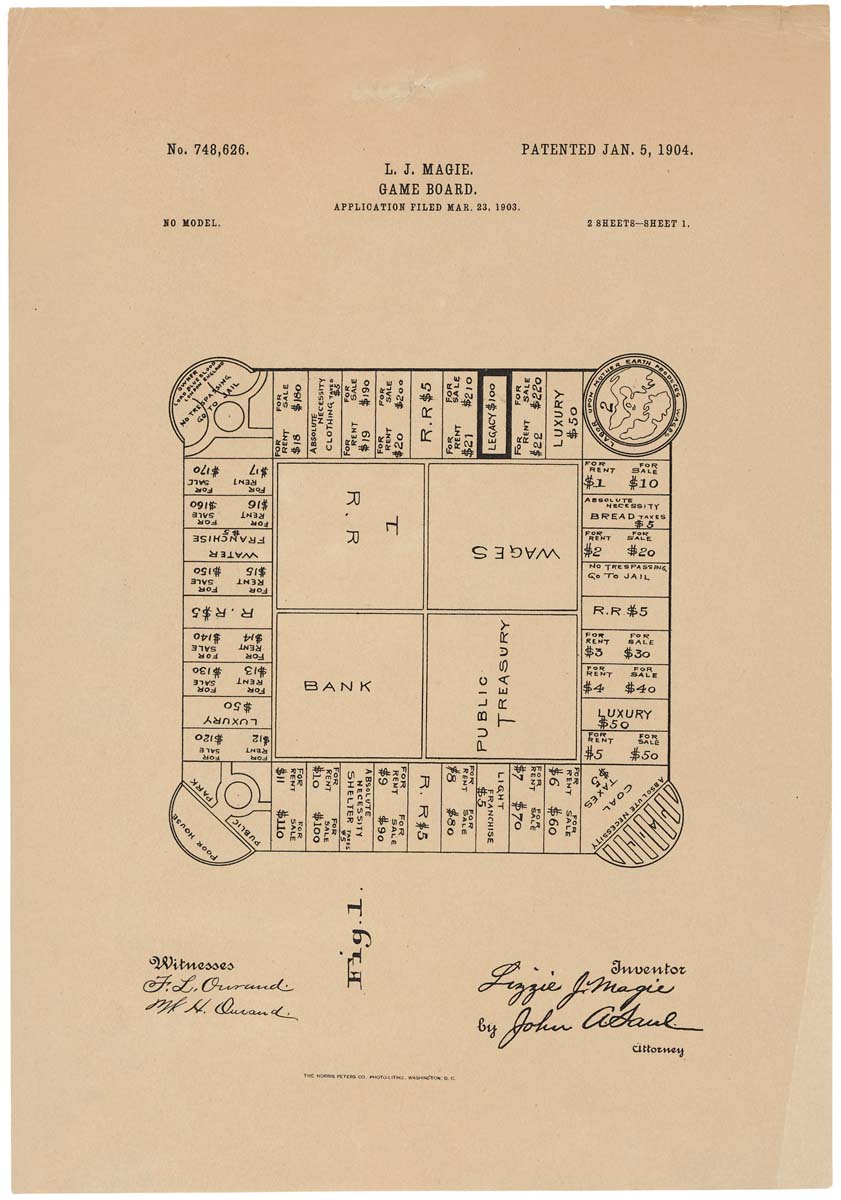
Patente de The Landlord's Game, antecesor del Monopoly, otorgada en 1904 a E. Maggie.

Aunque los juegos sociales cuenten con una larga historia, tanto en sus versiones de naipes como en las múltiples variantes del dominó o el mahjong, el término "Juego de sociedad" suele reservarse estrictamente para aquellos que se desarrollan en interacción con un tablero de juego. Entre los más antiguos y populares se encuentran juegos como el Parchís, la Oca o Serpientes y escaleras, si bien el máximo desarrollo de este tipo de juegos se ha dado a partir del siglo XX. 
El origen más comúnmente admitido para los juegos de sociedad modernos es el Monopoly, patentado en 1935 por Charles Darrow a partir del juego original desarrollado por Elizabeth Maggie en 1903. Hitos importantes en el posterior desarrollo y popularidad de los juegos de sociedad han sido el Scrabble (1938), el Cluedo (1948), el Trivial Pursuit (1981) o el Pictionary (1985).
La aparición en los años 1980 de los juegos de estilo alemán, de reglamento más ligero y duración más breve que sus predecesores de la escuela anglosajona, desdibujó las fronteras entre los juegos de sociedad y el resto de los juegos de tablero, de modo que algunos de los juegos alemanes más representativos como Los Colonos de Catán o Carcassonne podrían sin dificultad encajarse también en esta categoría.

## Lista de juegos de sociedad
Existen numerosos juegos de sociedad, por lo que sería imposible su relación exhaustiva. Algunos de los más populares o conocidos son los siguientes:
- La Oca (anterior al siglo XI)
- Serpientes y escaleras (anterior al siglo XVI)
- Parchís (siglo XVI, prob.)
- The Landlord's Game (1903), predecesor del Monopoly (1935)
- Scrabble (1938)
- Cluedo (1948)
- El juego de la Bolsa (1961)
- Acquire (1962)
- Hotel (1974)
- Trivial Pursuit (1981)
- Pictionary (1985)
- ¿Cómo organizar un asesinato? (1985)
- Scattergories (1988)
- Tabú (1989)
- Cranium (juego de mesa) (1998)
- Scene It? (2002)
- Atmosfear (2004)
- GiftTRAP (2006)

- Datos: Q11088468